# Erin Cummings
Erin Cummings (Lafayette, Louisiana, 19 juli 1977) is een Amerikaans actrice.

## Biografie
Cummings vader was beroepsmilitair en daardoor groeide ze op in verschillende plaatsen. Ze studeerde af aan de Universiteit van Noord-Texas en kort daarna werd ze opgemerkt door een talentscout in Dallas. Ze had gastrollen in onder meer Star Trek: Enterprise, Charmed, The Bold and the Beautiful, Cold Case, Nip/Tuck, en Dollhouse. In 2006 speelde ze Michelle in de horrorserie Dante's Cove. In 2009 speelde ze een hoofdrol in de actiefilm Bitch Slap.
In 2010 speelde ze in de dramaserie Spartacus: Blood and Sand, waar ze de rol van Spartacus' vrouw "Sura" voor haar rekening nam.